# Jean-Claude Nadon
Jean-Claude Nadon est un footballeur français né le 21 novembre 1964 à Saint-Avold (Moselle).
Il a été gardien à Guingamp,  Lille, Lens et Lyon.

## Biographie
Après avoir fait ses classes à l'INF Vichy, Jean-Claude passe professionnel à l'EA Guingamp en 1984 et où il joue jusqu'en 1989 pour rejoindre le Lille OSC afin de pallier le départ de Bernard Lama.

Il fait ainsi ses débuts en 1re division avec Lille le 22 juillet 1989 par une victoire 1-0 à domicile contre le SM Caen. Jean-Claude s'impose très vite comme un cadre de l'équipe lilloise, effectuant régulièrement des prestations très solides.

Devenu capitaine de l'équipe, connu pour son franc-parler, de très rares faiblesses passagères lui feront perdre sa place de titulaire par moments, comme notamment lors de la saison 1995-1996, où Jean-Marie Aubry le remplace pour la fin de saison. Il quittera alors le club lillois durant l'été 1996, mais ne retrouvera jamais une place de titulaire à Lens, Lyon ou Guingamp. Il met un terme à sa carrière professionnelle en 1999 en rejoignant le Stade briochin, alors en CFA 2.
En juin 2021, il est diplômé du certificat d'entraîneur gardien de but pro (CEGB Pro), délivré par la FFF.

## Palmarès

### EnÉquipe de France
- 1 sélection A' en 1993
- 6 sélections Espoirs
- International Amateurs et Militaires
- Vainqueur du Festival International Espoirs en 1985 avec les Espoirs
- Finaliste des Jeux Méditerranéens en 1987 avec les Amateurs

### Distinction individuelle
- Élu meilleur gardien du Festival International Espoirs en 1985

### Statistiques
- 246 matches en Division 1
- 165 matches en Division 2